# Siirt
Siirt este un oraș din Turcia fiind capitala judetului Siirt. Populatia orasului in 2008 era de 120.498 de locuitori. În anul 1945 orașul avea 16.000 de locuitori, în 1990 avea 68.320 iar în anul 2000 avea 98.281 pt ca în 2007 să aibă 117.599 de locuitori.